# 奧斯特里尼亞
48°55′42″N 24°57′45″E / 48.92833°N 24.96250°E
奧斯特里尼亞（烏克蘭語：Остриня），是烏克蘭西部的村莊，隸屬伊萬諾-弗蘭科夫斯克州的伊萬諾-弗蘭科夫斯克區。該村始建於1450年，面積22.4平方公里，2001年人口908，人口密度每平方公里40.5人。